# Вест-Камерон Тауншип (округ Нортамберленд, Пенсільванія)
Вест-Камерон Тауншип (англ. West Cameron Township) — селище (англ. township) в США, в окрузі Нортамберленд штату Пенсільванія. Населення — 497 осіб (2020).

## Демографія
Згідно з переписом 2010 року, у селищі мешкала 541 особа в 206 домогосподарствах у складі 157 родин. Було 230 помешкань
Расовий склад населення:
| - 98,2 % — білих - 0,4 % — чорних або афроамериканців - 1,3 % — осіб інших рас |

До двох чи більше рас належало 0,2 %. Частка іспаномовних становила 2,0 % від усіх жителів.
За віковим діапазоном населення розподілялося таким чином: 25,1 % — особи молодші 18 років, 62,7 % — особи у віці 18—64 років, 12,2 % — особи у віці 65 років та старші. Медіана віку мешканця становила 41,8 року. На 100 осіб жіночої статі у селищі припадало 104,2 чоловіків;  на 100 жінок у віці від 18 років та старших — 101,5 чоловіків також старших 18 років.
Середній дохід на одне домашнє господарство  становив 62 923 долари США (медіана — 58 984), а середній дохід на одну сім'ю — 66 640 доларів (медіана — 58 750). За межею бідності перебувало 2,3 % осіб, у тому числі 5,5 % дітей у віці до 18 років та 0,0 % осіб у віці 65 років та старших.
Цивільне працевлаштоване населення становило 271 особа. Основні галузі зайнятості: освіта, охорона здоров'я та соціальна допомога — 37,6 %, виробництво — 15,5 %, роздрібна торгівля — 14,4 %.